# Rosaleen Mills
Pour les articles homonymes, voir Mills.
Rosaleen Mills (16 juillet 1905 - 17 septembre 1993) est une militante et éducatrice irlandaise.

## Enfance et éducation
Rosaleen Mills est née à Ballinasloe dans le comté de Galway le 16 juillet 1905. Elle est la quatrième des cinq enfants de John et Rosetta Mills (née Dobbin). Son père est surintendant médical résident de l'asile pour lunatiques du district de Connaught. Elle fait ses études à l'école Mount Pleasant, à Ballinasloe et à la Roedean School de Brighton, en Angleterre. Elle étudie l'espagnol et le français au Trinity College de Dublin (TCD), obtenant une maîtrise en langues modernes. Alors qu'elle est au TCD, elle est une membre active de la Société élisabéthaine qui est entièrement féminine, la seule société à laquelle les femmes pouvaient adhérer à l'époque. Après avoir obtenu son diplôme, elle vit en Allemagne pendant un an et se rend en France et en Espagne. Plus tard, elle est la première femme à s'adresser à la College Historical Society en 1969 dans laquelle elle propose la motion « Que cette maison révère la mémoire de Mlle Pankhurst » lors d'un débat présidé par Sheelagh Murnaghan. La société a par la suite nommé un concours annuel en son honneur, la « Finale Rosaleen Mills Maidens ».

## Carrière
De 1930 à 1936, Mills enseigne à l'école Mount Temple de Clontarf, Dublin. De 1936 à 1937, elle soigne sa mère à plein temps, après quoi elle occupe un poste au bureau commercial de l'ambassade du Canada de 1938 à 1945. Elle enseigne ensuite à l'école privée Knockrabo à Goatstown, Dublin jusqu'à sa fermeture à la fin des années 1950. Elle aide à établir une nouvelle école mixte et non confessionnelle Sutton Park à Sutton, Dublin, en 1957, servant de vice-principale jusqu'à sa retraite en 1970.

## Activisme
À partir des années 1920, Mills est active dans diverses organisations de femmes, à commencer par celles fondées par des suffragettes dans sa jeunesse, faisant la connaissance de Hanna Sheehy-Skeffington et Rosamond Jacob. Elle s'implique dans des campagnes pour que les femmes soient autorisées à rejoindre les forces de police et contre la loi de 1927 sur les jurys qui interdisait les femmes jurées. Elle est membre de la Ligue sociale et progressiste féminine.
Mills rejoint l'Irish Housewives Association (IHA) peu de temps après sa création en 1942. Elle participe aux campagnes de l'IHA et contribue régulièrement à The Irish Housewife, le journal de l'organisation. Depuis sa création en 1948, elle siège au conseil de l'Association irlandaise de la liberté civile, en tant que présidente au début des années 1960. Elle est également associée à la Dublin University Women Graduates Association, passant un été à Genève en 1951 pour représenter des diplômées irlandaises en tant que déléguée de la Fédération internationale des femmes diplômées des universités, observant au Conseil économique et social des Nations unies. Mills est élue présidente de la Fédération irlandaise des associations de femmes diplômées en 1963,.
En 1965, la Commission des Nations unies pour les femmes publie une directive à l'intention des organisations féminines à l'échelle internationale les invitant à examiner la situation des femmes dans leur pays. Celui-ci a été dirigé en Irlande par un "comité ad hoc", présidé par Hilda Tweedy, Mills étant membre du comité en tant que membre indépendante. Le comité souligne un certain nombre de découvertes, notamment le fait que l'Irlande n'a pas signé ni ratifié un certain nombre de conventions des Nations unies relatives aux femmes, ainsi qu'un certain nombre de questions relatives aux inégalités de rémunération et d'accès à l'éducation, et à la discrimination à l'égard des femmes mariées. À la suite des conclusions du comité, le gouvernement irlandais créé la première National Commission on the Status of Women en 1970, qui présente de vastes recommandations pour des changements de politique gouvernementale en 1972. Le Council for the Status of Women est créé pour assurer la mise en œuvre des recommandations, avec Tweedy élue présidente et Mills vice-présidente. Elle remplace Tweedy à la présidence en mai 1976 et sert jusqu'en avril 1977. En tant que précurseur du National Women's Council of Ireland, le conseil est la plus grande organisation de femmes en Irlande.

## Fin de vie
Mills parle couramment sept langues et voyageait beaucoup à travers l'Europe et la Russie. Elle est également impliquée dans la Irish Georgian Society, l'Irish Association for Social, Cultural and Economic Relations, l'ONG environnementale An Taisce et le United Arts Club. Pendant la majeure partie de sa vie, elle vit au 37 Percy Place à Dublin, avant de déménager au St Mary's Nursing Home, Pembroke Road. Elle y meurt le 17 septembre 1993.